# Strage di piazza Fontana
La strage di piazza Fontana fu un attentato terroristico compiuto il 12 dicembre 1969 nel centro di Milano, all'interno della sede della Banca Nazionale dell'Agricoltura in piazza Fontana, che causò 17 morti e 88 feriti. È considerata «la madre di tutte le stragi», il «primo e più dirompente atto terroristico dal dopoguerra», «il momento più incandescente della strategia della tensione» ed è ritenuta da alcuni l'inizio del periodo passato alla storia in Italia come anni di piombo. Va considerata l'apice di azioni precedenti, come gli attentati alla Fiera Campionaria di Milano nell'aprile 1969 e i falliti attentati coevi in piazza Scala e a Roma. L'inattesa gravità del fatto lo resero un evento spartiacque nella storia della Repubblica, tanto da parlare di un prima e dopo piazza Fontana.
Fu uno dei cinque attentati, avvenuti in un lasso di tempo di appena 53 minuti, che colpirono contemporaneamente Roma e Milano. A Roma ci furono tre attentati che provocarono 16 feriti, uno alla Banca Nazionale del Lavoro in via San Basilio, uno in piazza Venezia e un altro all'Altare della Patria; a Milano, una seconda bomba venne ritrovata inesplosa in piazza della Scala. Oltre a quelli menzionati, obiettivi degli attentati furono diversi edifici giudiziari a Torino, la Corte di Cassazione e la Procura Generale a Roma e il Tribunale di Milano, dove però, a causa di difetti tecnici, i dispositivi non esplosero.
La strage della Banca dell'Agricoltura non fu la più pesante fra quelle che insanguinarono l'Italia, ma diede avvio al periodo stragista della "strategia della tensione", che vide realizzarsi numerosi attentati, come la strage di piazza della Loggia del 28 maggio 1974 (8 morti), la strage del treno Italicus del 4 agosto 1974 (12 morti) e la più sanguinosa strage di Bologna del 2 agosto 1980 (85 morti).
Le lunghe, e innumerevoli indagini hanno rivelato che la strage fu compiuta da terroristi dell'estrema destra, probabilmente collegati a settori deviati degli apparati di sicurezza dello Stato con complicità e legami internazionali, i quali però non sono mai stati perseguiti. Nel giugno 2005 la Corte di Cassazione stabilì che la strage fu opera di «un gruppo eversivo costituito a Padova nell'alveo di Ordine nuovo» e «capitanato da Franco Freda e Giovanni Ventura», non più perseguibili in quanto precedentemente assolti con giudizio definitivo (ne bis in idem) dalla Corte d'assise d'appello di Bari nel 1987; non è mai stata emessa una sentenza per gli esecutori materiali, coloro che cioè portarono la valigia con la bomba, che restano ignoti. A causa del ricorso al segreto di Stato durante le indagini, la storia giudiziaria della strage di Piazza Fontana rappresenta sul versante terrorismo quello che il golpe Borghese rappresenta sul versante dell'eversione.

## Storia

Il foro sul pavimento creato dalla bomba.

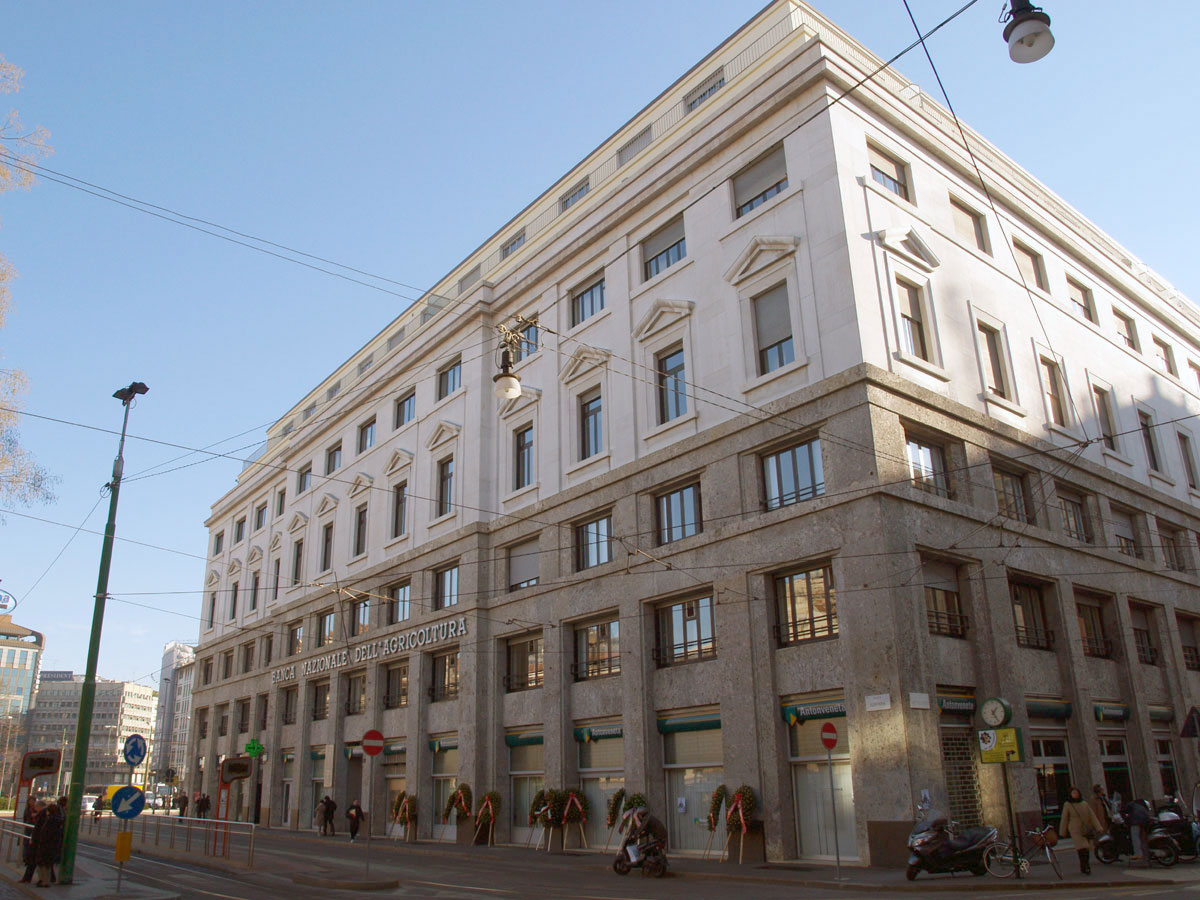
L'edificio della Banca Nazionale dell'Agricoltura in piazza Fontana in una foto del 12 dicembre 2007, trentottesimo anniversario della strage. Sono visibili le corone di fiori lasciate in omaggio da istituzioni e cittadini per ricordare le vittime della strage.

Venerdì 12 dicembre 1969 la sede della Banca Nazionale dell'Agricoltura in piazza Fontana, a Milano, era piena di clienti venuti soprattutto dalla provincia; alle 16:30, mentre gli altri istituti di credito chiudevano, all'interno della filiale c'erano ancora molte persone. L'esplosione avvenne alle 16:37, quando nel grande salone dal tetto a cupola scoppiò un ordigno contenente 7 chili di tritolo, uccidendo 17 persone, delle quali 14 sul colpo, e ferendone altre 88; la diciassettesima vittima morì un anno dopo per problemi di salute legati all'esplosione. Una seconda bomba fu rinvenuta inesplosa nella sede milanese della Banca Commerciale Italiana, in piazza della Scala. La borsa fu recuperata ma l'ordigno, che poteva fornire preziosi elementi per l'indagine, fu fatto brillare dagli artificieri la sera stessa. Una terza bomba esplose a Roma alle 16:55 nel passaggio sotterraneo che collegava l'entrata di via Veneto della Banca Nazionale del Lavoro con quella di via di San Basilio; altre due esplosero a Roma tra le 17:20 e le 17:30, una davanti all'Altare della Patria e l'altra all'ingresso del Museo centrale del Risorgimento, in piazza Venezia. I feriti a Roma furono in tutto 16.

### La ricaduta politico-parlamentare
Già sabato 13 dicembre 1969 il ministro dell'interno Franco Restivo riferì alla Camera dei deputati sui tragici eventi occorsi il giorno prima; le comunicazioni furono ripetute il 16 dicembre al Senato della Repubblica dal medesimo membro del Governo. Dopo la partecipazione ai funerali insieme con trecentomila persone in piazza Duomo, il presidente del consiglio Mariano Rumor, la sera di lunedì 15 dicembre, ebbe un incontro in casa sua a Milano con i segretari della coalizione di governo che si era frantumata qualche mese prima; successivamente, ebbe luogo la riunione della Direzione del partito di maggioranza relativa del 19 dicembre. In una nota preparatoria redatta in funzione di questo incontro, il Presidente del consiglio formulò la seguente presa di posizione: «Il problema, dunque, non è quello di formare un Governo quasi di salute pubblica. Personalmente dico ‘no’ ad un Governo sulle bombe»; il riferimento potrebbe avvalorare la tesi secondo cui erano stati affacciati informalmente, ai dirigenti di governo, esiti politici costruiti come reazione alla strage.
Aldo Moro avrebbe poi ricordato che il suo ritorno da una visita di Stato a Parigi, il giorno della strage, fu “non privo di apprensione”.

## Le indagini

Interno della banca dopo lo scoppio.

Le indagini vennero orientate inizialmente nei confronti di tutti i gruppi in cui potevano esserci possibili estremisti; furono fermate per accertamenti circa 80 persone, in particolare alcuni anarchici del Circolo anarchico 22 marzo di Roma (tra i quali figurava Pietro Valpreda) e del Circolo anarchico Ponte della Ghisolfa di Milano (tra i quali figurava Giuseppe Pinelli). Secondo quanto dichiarato da Antonino Allegra, ai tempi responsabile dell'ufficio politico della questura, alla Commissione stragi, gli arresti erano stati particolarmente numerosi e avevano interessato anche esponenti della destra estrema, con lo scopo di evitare che nei giorni seguenti questi individui, ritenuti a rischio, potessero dare vita a manifestazioni o altre azioni pericolose per l'ordine pubblico.
Da Milano il prefetto Libero Mazza, su segnalazione di Federico Umberto D'Amato, direttore dell'Ufficio affari riservati del Viminale, avvisò il Presidente del Consiglio Mariano Rumor: «L'ipotesi attendibile che deve formularsi indirizza le indagini verso gruppi anarcoidi». Ipotesi che si rivelò un depistaggio attuato proprio dall'Ufficio Affari Riservati; trent'anni dopo, Paolo Emilio Taviani avanzò l’ipotesi "che i depistaggi, in base ai quali quella strage sarebbe stata a lungo attribuita agli anarchici e a Pietro Valpreda, fossero stati organizzati prima, non dopo lo scoppio della bomba".

### Giuseppe Pinelli
Il 12 dicembre  Giuseppe Pinelli (già fermato ed interrogato con altri anarchici nella primavera 1969 per alcuni attentati successivamente rivelatisi di matrice neofascista), venne fermato e interrogato a lungo in questura. Il 15 dicembre, dopo tre giorni di interrogatori, morì dopo essere precipitato dal quarto piano della questura. L'inchiesta giudiziaria, coordinata dal sostituto procuratore Gerardo D'Ambrosio, individuò la causa della morte in un malore, in seguito al quale l'uomo sarebbe caduto da solo, sporgendosi troppo dalla ringhiera del balcone della stanza; la prima versione, risalente al 16 dicembre, indicava che Pinelli si era buttato dopo che il suo alibi era crollato, urlando «È la fine dell’anarchia»; 

### Pietro Valpreda

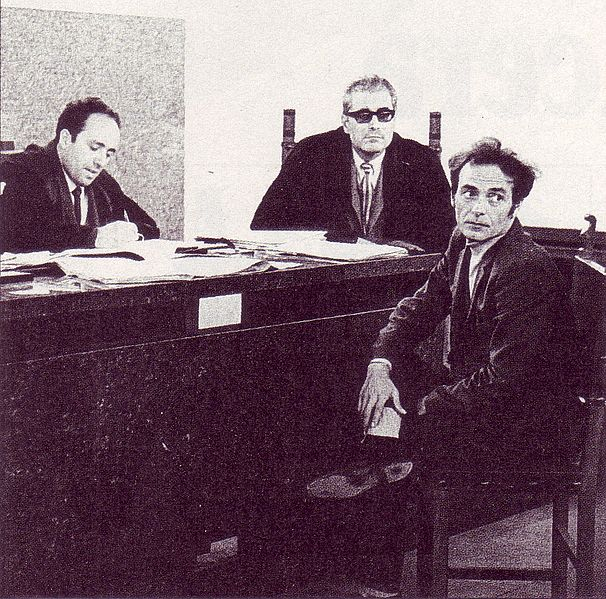
Pietro Valpreda durante un'udienza per la strage di Piazza Fontana.

Il 16 dicembre venne arrestato anche un altro anarchico, Pietro Valpreda, indicato dal tassista Cornelio Rolandi come l'uomo che nel pomeriggio del 12 dicembre era sceso dal suo taxi in piazza Fontana, recando con sé una grossa valigia. Rolandi ottenne anche la taglia di 50 milioni di lire disposta per chi avesse fornito informazioni utili. Valpreda fu interrogato dal sostituto procuratore Vittorio Occorsio che gli contestò l'omicidio di quattordici persone e il ferimento di altre ottanta. Il giorno dopo il Corriere della Sera titolò che il «mostro» era stato catturato, e il Presidente della Repubblica Giuseppe Saragat indirizzò un assai discusso messaggio di congratulazioni al questore di Milano Marcello Guida avvalorando implicitamente la pista da lui seguita.
Le dichiarazioni del tassista determinano, però, uno scenario poco plausibile in quanto egli dichiarò che Valpreda avrebbe preso il suo taxi in piazza Cesare Beccaria, la quale dista 130 metri a piedi da piazza Fontana, ma venne osservato che Valpreda fosse claudicante. Il taxi, però, non si fermò in piazza Fontana, ma proseguì sino alla fine di via Santa Tecla e in tal modo Valpreda dovette percorrere 110 metri a piedi, al posto dei 130 metri originari risparmiando 20 metri ma ponendolo però di fronte al rischio di farsi riconoscere; inoltre Valpreda avrebbe chiesto al tassista di attenderlo e in questo modo, avrebbe dovuto ripercorrere all'inverso i 110 metri (anche se questa volta non avrebbe portato più con sé la pesante valigia). Indagini successive videro prendere corpo l'ipotesi di un sosia, il quale prese il taxi al posto di Valpreda. Venne quindi avanzata dalla pubblicistica un'ipotesi, secondo cui il sosia sarebbe stato tale Antonio Sottosanti, un ex legionario siciliano, infiltrato nel circolo anarchico di Pinelli nel quale era conosciuto – per via dei suoi trascorsi – come «Nino il fascista», ipotesi mai riscontrata.

## I processi
Il processo iniziò a Roma il 23 febbraio 1972; dopo essere stato trasferito a Milano per incompetenza territoriale fu spostato a Catanzaro per motivi di ordine pubblico e legittimo sospetto. Dopo una serie di rinvii dovuti al coinvolgimento di nuovi imputati (Franco Freda e Giovanni Ventura nel 1974, Guido Giannettini nel 1975) la Corte d'assise condannò all'ergastolo Freda, Ventura e Giannettini, ritenuti gli organizzatori della strage. Gli altri imputati, Valpreda e Merlino, furono assolti per insufficienza di prove ma condannati a 4 anni e 6 mesi per associazione a delinquere. La Corte d'appello assolse tutti gli imputati dall'accusa principale, confermando le condanne di Valpreda e Merlino, e condannò i due neofascisti a 15 anni per gli attentati di Milano e Padova, compiuti tra l'aprile e l'agosto del 1969: la Cassazione confermò l'assoluzione per Giannettini e ordinò un nuovo processo per gli altri quattro imputati. Il nuovo dibattimento cominciò il 13 dicembre 1984 presso la Corte d'appello di Bari e si concluse il 1º agosto 1985 con l'assoluzione di tutti gli imputati per insufficienza di prove: il 27 gennaio 1987 la Cassazione rese definitive le assoluzioni per strage, condannando soltanto alcuni esponenti dei servizi segreti italiani (il generale Gianadelio Maletti e il capitano Antonio Labruna) per aver depistato le indagini. Una nuova istruttoria, aperta a Catanzaro, portò a processo i neofascisti Stefano Delle Chiaie e Massimiliano Fachini, accusati di essere rispettivamente l'organizzatore e l'esecutore della strage: il 20 febbraio 1989 entrambi gli imputati furono assolti per non aver commesso il fatto (l'accusa aveva chiesto l'ergastolo per Delle Chiaie e l'assoluzione per insufficienza di prove per Fachini). Il 5 luglio 1991, al termine del processo d'appello, fu confermata l'assoluzione di Delle Chiaie.
Negli anni novanta l'inchiesta del giudice Guido Salvini affacciò anche un'ipotesi di connessione col fallito golpe Borghese e raccolse le dichiarazioni di Martino Siciliano e Carlo Digilio, ex neofascisti di Ordine Nuovo, i quali confessarono il proprio ruolo nella preparazione dell'attentato, ribadendo le responsabilità di Freda e Ventura; in particolare Digilio sostenne di aver ricevuto una confidenza in cui Delfo Zorzi gli raccontava di aver piazzato personalmente la bomba nella banca. Zorzi, trasferitosi in Giappone nel 1974, divenne un imprenditore di successo. Ottenne la cittadinanza giapponese che gli garantì poi l'immunità all'estradizione.
Il nuovo processo cominciò il 24 febbraio 2000 a Milano. Il 30 giugno 2001 furono condannati all'ergastolo Delfo Zorzi (come esecutore della strage), Carlo Maria Maggi (come organizzatore, già assolto per la strage della questura ma condannato in seguito all'ergastolo in via definitiva per la strage di piazza della Loggia) e Giancarlo Rognoni (come basista). Carlo Digilio ottenne la prescrizione del reato per il prevalere delle attenuanti riconosciutegli per il suo contributo alle indagini, mentre Stefano Tringali fu condannato a tre anni per favoreggiamento). Il 12 marzo 2004 furono cancellati i tre ergastoli (e ridotta la condanna di Tringali da tre anni a uno) e il 3 maggio 2005 la Cassazione ha confermato la sentenza (dichiarando prescritto il reato di Tringali). Al termine il processo nel maggio 2005 ai parenti delle vittime sono state addebitate le spese processuali.
La Cassazione, assolvendo i tre imputati, ha tuttavia affermato che la strage di piazza Fontana fu realizzata dalla cellula eversiva di Ordine Nuovo capitanata da Franco Freda e Giovanni Ventura, non più processabili in quanto assolti con sentenza definitiva nel 1987. Sebbene gli ordinovisti indicati siano quindi considerati gli ispiratori ideologici, non è mai stato mai individuato a livello giudiziario l'esecutore materiale, ossia l'uomo che pose personalmente la valigia con la bomba.

## Le dichiarazioni della stampa e dei partiti
La sera stessa della strage, intervistato da TV7, Indro Montanelli espresse dei dubbi sul coinvolgimento degli anarchici, e vent'anni dopo ribadì quella tesi affermando: «Io ho escluso immediatamente la responsabilità degli anarchici per varie ragioni: prima di tutto, forse, per una specie di istinto, di intuizione, ma poi perché conosco gli anarchici. Gli anarchici non sono alieni dalla violenza, ma la usano in un altro modo: non sparano mai nel mucchio, non sparano mai nascondendo la mano. L'anarchico spara al bersaglio, in genere al bersaglio simbolico del potere, e di fronte. Assume sempre la responsabilità del suo gesto. Quindi, quell'infame attentato, evidentemente, non era di marca anarchica o anche se era di marca anarchica veniva da qualcuno che usurpava la qualifica di anarchico, ma non apparteneva certamente alla vera categoria, che io ho conosciuto ben diversa e che credo sia ancora ben diversa...».
Negli ambienti della Sinistra italiana, subito dopo l'attentato di Piazza Fontana, emersero dubbi sulla pista anarchica rapidamente adottata dalla polizia. L'attentato, avvenuto il 12 dicembre 1969, si inseriva in un periodo in cui si erano già registrati tentativi di fermare la stagione riformatrice del Centro-sinistra, che dal 1960 al 1968 aveva portato a importanti riforme, come l'istituzione della scuola media unica obbligatoria, la nazionalizzazione delle industrie elettriche con la creazione dell'ENEL e l'introduzione della cedolare d'acconto.
Il quotidiano Avanti! del 14 dicembre 1969 pubblicò un articolo dal titolo Ai fascisti il «primato», in cui si faceva notare che pochi giornali, sulle rovine dell'attentato, avevano ricordato un precedente importante: la bomba al teatro "Diana" di Milano nel 1921, che causò la morte di circa venti persone. Il terrorismo fu attribuito agli anarchici, e questo episodio veniva citato per indirizzare le indagini verso una direzione già prestabilita.
Pietro Nenni, storico leader socialista, commentò i funerali delle vittime con le parole: "Questa gente è garanzia di democrazia", sottolineando l'importanza della partecipazione popolare e la difesa della democrazia anche in un momento di crisi e di violenza politica
Lo stesso Partito Comunista Italiano era convinto che l'attentato fosse stato opera degli anarchici. Bettino Craxi ricorderà nel 1993 che il principale teste d'accusa contro Valpreda, il tassista Rolandi, era iscritto al PCI e questo avvalorò la sua deposizione tra molti esponenti del partito
. Sul punto, in realtà, c'è scarsa chiarezza. In data 19 dicembre 1969, Sergio Camillo Segre ad una riunione del PCI, presente Berlinguer, riferisce che Guido Calvi – allora avvocato d'ufficio di Valpreda e iscritto allo PSIUP, poi Senatore di PDS e DS – aveva svolto una sua indagine tra gli anarchici; Segre riporta quanto dettogli da Calvi: 
Eppure agli atti processuali risulta che Calvi – chiamato a svolgere funzioni di avvocato d'ufficio di Valpreda a Roma nel confronto tra Valpreda ed il tassista Rolandi – richiese se Rolandi avesse mai visto prima un'immagine dell'imputato, ed ebbe la risposta che una sua fotografia gli era stata mostrata alla questura di Milano nel corso della sua deposizione del giorno prima. Nel caso specifico l'eccezione difensiva era tuttavia infondata, poiché foto di Valpreda erano comparse sin dai primissimi giorni su tutti i quotidiani, e dunque appariva ininfluente che Rolandi le avesse viste anche nel corso dell'interrogatorio. La circostanza dell'accoglimento della tesi dell'avvocato Calvi fu dunque interpretata come manifestazione di un atteggiamento innocentista verso Valpreda, che andava peraltro diffondendosi nella pubblica opinione grazie al battage della stampa nazionale.
Valpreda, ballerino in una compagnia di avanspettacolo, a differenza di Pinelli che era un militante non violento, non si limitava a teorizzare: era un fautore dell'azione. La motivazione della sentenza d'appello, che a Catanzaro lo assolse dall'accusa di strage per insufficienza di prove, ne illustrò duramente la personalità: aveva abbandonato il circolo Bakunin (considerato troppo moderato) per fondarne un altro, chiamato 22 marzo insieme a Mario Merlino (iscritto ad Avanguardia Nazionale) e a un certo Andrea (infiltrato della polizia). Il nuovo circolo anarchico si ancorava con metodi basati sulla violenza – utilizzando il motto «bombe sangue ed anarchia» – e il sospetto che potesse essere l'esecutore della strage non era del tutto infondato.

## Le contro-inchieste e la Commissione Stragi
A soli sei mesi dalla strage, un gruppo di giovani militanti della sinistra extraparlamentare, attraverso fonti segrete rimaste anonime, mise in piedi una contro-inchiesta collettiva raccolta in un famoso libro, "La strage di Stato" (che riscosse un enorme successo editoriale vendendo oltre 20.000 copie soltanto nel 1970), il quale smontava completamente la pista anarchica e giungeva alla conclusione che i veri responsabili dell'attentato andavano ricercati nei movimenti neofascisti guidati dal "principe" Junio Valerio Borghese e da Stefano Delle Chiaie, considerati il braccio armato di settori deviati dello Stato in collegamento con la dittatura dei colonnelli greci e, soprattutto, con gli Stati Uniti.
Sulla strage anche le Brigate Rosse (BR) svolgeranno una loro contro-inchiesta, che venne rinvenuta il 15 ottobre 1974 in un loro covo a Robbiano, frazione di Mediglia, insieme ad altri materiali riguardanti gli avvenimenti politici e terroristici relativi agli anni sessanta e settanta.
Solo una minima parte del materiale sequestrato che riguardava piazza Fontana fu messo a disposizione dei magistrati che indagavano sulla strage, indebolendo così le loro indagini. Successivamente questo materiale scomparve e venne forse parzialmente distrutto nel 1992.
L'indagine delle BR è stata ricostruita grazie alle relazioni stilate dai carabinieri, a vario materiale ritrovato e alle testimonianze di un brigatista pentito. Originariamente l'indagine comprendeva anche un'intervista a Liliano Paolucci (colui che aveva raccolto la testimonianza di Cornelio Rolandi e l'aveva convinto a parlare ai carabinieri) e delle interviste di alcuni membri del circolo anarchico Ponte della Ghisolfa.
Le conclusioni di questa indagine sono in parte differenti dalle ricostruzioni che si faranno nella lunga storia dei processi: secondo l'indagine, l'attentato era stato organizzato materialmente dagli anarchici. Costoro avrebbero avuto in mente un atto dimostrativo, che solo per un errore nella valutazione dell'orario di chiusura della banca si trasformò in una strage. Esplosivo, timer e inneschi sarebbero stati forniti loro da un gruppo di estrema destra. Pinelli, sempre secondo questa ricostruzione, si sarebbe realmente suicidato perché sarebbe rimasto coinvolto involontariamente nel traffico di esplosivo poi utilizzato per la strage. Le Brigate Rosse mantennero segreti i risultati della loro inchiesta, per motivi di opportunità politica.
L'inchiesta delle BR ebbe una rinnovata notorietà durante i lavori della Commissione stragi. La maggior parte dei documenti dell'inchiesta condotta dalle Brigate Rosse sulla strage di piazza Fontana era divenuta intanto irreperibile, apparentemente persa nel 1980 nei trasferimenti tra le varie procure e tribunali e forse distrutta erroneamente nel 1992, in quanto ritenuta non significativa.
Il 10 gennaio 1991 un pentito delle BR, Michele Galati, riassunse i risultati della controinchiesta sulla strage di Piazza Fontana al giudice istruttore di Venezia.
Il pentito affermò davanti al giudice che la controinchiesta era arrivata alla conclusione che materialmente l'ordigno era stato posto nella banca da anarchici, che pensavano di attuare un attentato dimostrativo; timer ed esplosivo erano stati messi a disposizione da una cellula nera. I risultati della controinchiesta su piazza Fontana furono tenuti riservati, secondo Galati, perché concludeva che l'anarchico che aveva collocato la bomba era morto suicida perché sconvolto. L'inchiesta delle Br, secondo il racconto di Galati, concluse che la strage avvenne per un errore nella valutazione dell'orario di chiusura della banca.
La Commissione Stragi accertò che sulla strage di Piazza Fontana la controinchiesta delle BR arrivò alla conclusione che la strage fu opera di una collaborazione tra anarchici, fascisti e servizi segreti, con la bomba detonata per errore o all'insaputa degli anarchici.
Nel settembre 1992, anche l'allora segretario del PSI, Bettino Craxi fece affermazioni analoghe. L'ex Presidente della Repubblica ed ex Ministro dell'Interno Francesco Cossiga e l'ex ministro Paolo Emilio Taviani sostennero tesi simili, o che fossero presenti due bombe.

## Eventi e persone legate alla strage

### Il caso Pinelli

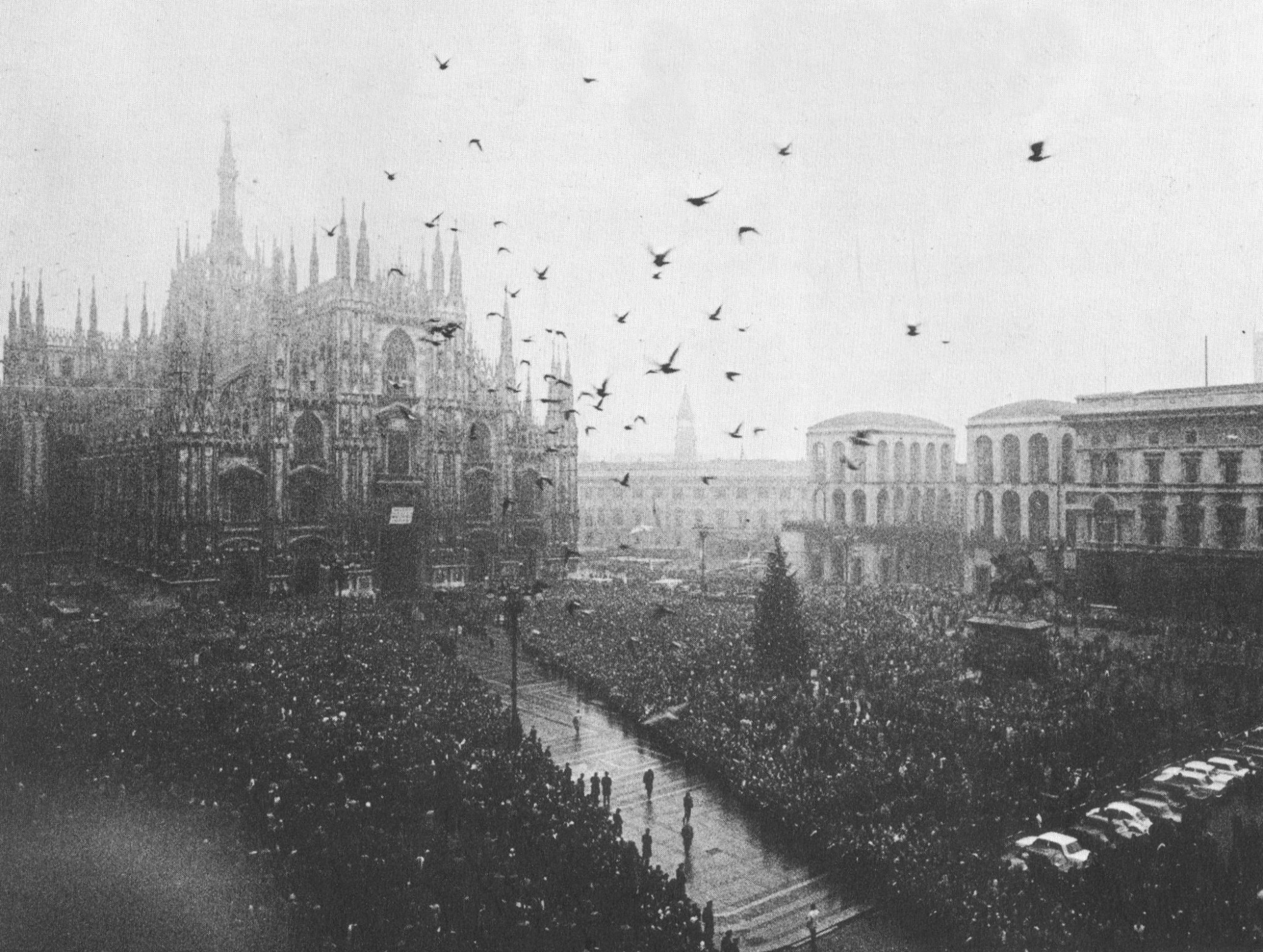
Piazza del Duomo, 15 dicembre: il giorno del funerale delle vittime (foto di Mario De Biasi).

Per chiarire le circostanze in cui avvenne la morte di Giuseppe Pinelli fu avviata un'inchiesta. La Questura di Milano affermò in un primo tempo che Pinelli si suicidò perché era stato dimostrato il coinvolgimento nella strage, ma questa versione fu smentita nei giorni successivi. Il presidente del collegio giudicante del tribunale di Milano Carlo Biotti, che avrebbe dovuto pronunciarsi sul procedimento per diffamazione promosso da Calabresi nei confronti di Lotta Continua chiese la riesumazione del corpo di Pinelli.
Gli interrogatori dei testimoni riguardo alla morte di Pinelli presentarono alcune discrepanze che spinsero la Procura della Repubblica a riaprire il caso, inviando un «avviso di reato» ai testimoni e al commissario Calabresi. Su questo processo Francesco Leonetti realizzò il documentario Processo politico, con l'aiuto di Arnaldo Pomodoro e la fotografia di Carla Cerati.
Il fermo di Pinelli era illegale perché egli era stato trattenuto troppo a lungo in questura: il 15 dicembre 1969 non era stato rilasciato anche se non gli era stata contestata una specifica accusa.
In un primo momento lo stesso questore Marcello Guida dichiarò alla stampa che il suicidio di Pinelli era la dimostrazione della sua colpevolezza, ma questa versione fu poi ritrattata quando l'alibi di Pinelli si rivelò credibile.
La versione ufficiale della caduta venne fortemente criticata dagli ambienti anarchici e da parte della stampa, per via di alcune incongruenze nella descrizione dei fatti e perché gli stessi agenti presenti diedero via via versioni contrastanti dell'accaduto.
Nel 1971 il caso si riaprì in seguito a una denuncia di Licia Rognini, vedova di Pinelli, contro sette persone: Antonino Allegra (capo dell'ufficio politico della Questura milanese), Luigi Calabresi (commissario di polizia) e i funzionari Lo Grano, Panessa, Caracuta, Mainardi e Mucilli.
Il presidente del Tribunale di Milano, Carlo Biotti, dopo mesi di sue personali indagini, sopralluoghi giudiziari e interrogatori, troncò la sfilata dei testimoni a volte caduti in contraddizione, e mise fine alle deposizioni, ordinò la riesumazione della salma di Pinelli e la relativa autopsia, continuando con forza sulla sua decisione fino a rinunciare al proprio stipendio e ad ogni suo potenziale interesse personale, poco dopo fu prima ricusato (la ricusazione fu accolta il 27 maggio 1971), poi sospeso da ogni funzione, e infine accusato di verbale rivelazione di segreti d'ufficio (sostenendo che aveva già comunicato ad altri la sua convinzione di giudizio), prima con un procedimento disciplinare e poi con un processo penale. Biotti lasciò ogni carica, iniziando il processo prima disciplinare e poi penale che durò sette anni. Il magistrato verrà portato sul banco degli imputati a Firenze e verranno chiesti per lui, oltre alla sospensione a vita della pensione, un anno e mezzo di carcere. Il presidente Biotti continuò per anni una lunga battaglia legale, smontando sempre ogni accusa in ogni grado di giudizio, con formula piena. Le uniche accuse, poi completamente smentite, nate senza alcun supporto probatorio, furono la rivelazione di segreto d'ufficio e l'aver anticipato, in un colloquio privato, la sua convinzione già determinata sulla sentenza che il presidente Biotti avrebbe fornito in confidenza all'avvocato Michele Lener, fatto sempre negato dal giudice. A supporto dell'accusa fu determinante come indizio che al termine di un'udienza preliminare il presidente Biotti strinse la mano all'imputato Pio Baldelli.
Il provvedimento di archiviazione dell'inchiesta sulla morte di Giuseppe Pinelli fu depositato il 25 ottobre 1975. Il giudice Gerardo D'Ambrosio, il cui intervento nell'istruttoria era stato chiesto a gran voce da chi temeva che la verità fosse inquinata, scrisse: «L'istruttoria lascia tranquillamente ritenere che il commissario Calabresi non era nel suo ufficio al momento della morte di Pinelli». Tutti gli imputati, agenti e funzionari di polizia, furono prosciolti con formula piena «perché il fatto non sussiste». Nel 1977, pochi mesi dopo essere stato assolto con formula piena in Cassazione, Carlo Biotti fu colpito da arresto cardiaco sul molo di Alassio e morì d'infarto.
Nel 2020 i giornalisti Alberto Nerazzini e Andrea Sceresini raccolsero alcune dichiarazioni sulla dinamica della morte di Pinelli da Gianadelio Maletti, ex vicecapo del Sid, tra il 1971 e il 1975 che, durante la sua latitanza in Sudafrica, disse:
“Pinelli si rifiuta di rispondere alle domande. Gli interroganti ricorrono quindi a mezzi più forti e minacciano di buttarlo dalla finestra. Lo strattonano e lo costringono a sedere sul davanzale. A ogni risposta negativa, Pinelli viene spinto un po’ più verso il vuoto. Infine perde l’equilibrio e cade. La morte dell’anarchico non era voluta – racconta il generale – tutti i presenti furono colti da sgomento e apprensione. La verità non li avrebbe sottratti da gravi sanzioni penali. Perciò si impegnarono ad avallare, per il bene proprio e delle istituzioni, la tesi del suicidio”.

### Il caso Calabresi
A seguito della tragica morte di Pinelli, il commissario Luigi Calabresi, incaricato delle indagini, sebbene secondo l'inchiesta non fosse presente nella stanza dove era interrogato Pinelli al momento della sua caduta dalla finestra, sarà oggetto di una dura campagna di stampa, petizioni e minacce da parte di gruppi di estrema sinistra e di fiancheggiatori, che ebbero il risultato di isolarlo e renderlo vulnerabile.
Oltre settecento tra intellettuali, scrittori, uomini di cinema e artisti (alcuni dissociatisi negli anni seguenti) firmarono una petizione pubblicata dall'Espresso il 27 giugno 1971, che iniziava così: «Il processo che doveva far luce sulla morte di Giuseppe Pinelli si è arrestato davanti alla bara del ferroviere ucciso senza colpa. Chi porta la responsabilità della sua fine, Luigi Calabresi, ha trovato nella legge la possibilità di ricusare il suo giudice», il presidente del Tribunale di Milano Carlo Biotti.
La petizione contribuì ad isolare e colpevolizzare il commissario, già bersagliato da una campagna di stampa, con minacce esplicite di morte, da parte del giornale Lotta Continua.
Eppure il commissario Calabresi riteneva che la strage fosse frutto di «menti di destra, manovali di sinistra» con il coinvolgimento dunque in sede di ideazione della strage di movimenti ed apparati neofascisti.
Il 17 maggio 1972 Luigi Calabresi fu assassinato da militanti di estrema sinistra, membri di Lotta Continua.
Dopo 25 anni e un iter processuale lungo e tormentato, per l'omicidio Calabresi sono stati condannati in via definitiva Ovidio Bompressi come autore materiale, Giorgio Pietrostefani e Adriano Sofri quali mandanti. Per Leonardo Marino, ex militante del gruppo diventato collaboratore di giustizia, il reato fu dichiarato prescritto.
L'assassinio del commissario creò una certa indecisione sulla direzione da dare alle indagini.

### «Nino il fascista»

Antonio Sottosanti, detto «Nino il fascista».

Nell'ambito delle indagini e delle inchieste giornalistiche sulla strage spesso sono comparse alcune persone vicine a quelli che allora erano gli ambienti anarchici e dell'estremismo (di sinistra e di destra) che, seppur non implicati nell'attentato, sono stati al centro di eventi vicini a questo. Tra questi vi era Antonio Sottosanti, noto tra gli anarchici come «Nino il fascista»: al tempo quarantenne, era nato nel 1928 a Verpogliano (Provincia di Gorizia) da genitori filo-fascisti di origine siciliana (il padre venne ucciso durante gli anni trenta, forse da antifascisti slavi). Dopo la seconda guerra mondiale aveva lavorato in diversi Paesi europei, per poi arruolarsi nella Legione straniera francese (con lo pseudonimo di «Alfredo Solanti», per sua ammissione nel reparto informativo della stessa). Tornato a Milano nel 1966 effettuò diversi lavori saltuari, iniziando anche a frequentare gli ambienti anarchici della città, fino al suo trasferimento in Sicilia nell'ottobre 1969.
Sottosanti, per una supposta somiglianza con Pietro Valpreda e dopo che Guido Giannettini, Nico Azzi e Pierluigi Concutelli avevano parlato dell'uso di un militante di destra come sosia dell'anarchico, venne a volte indicato dalla pubblicistica legata alla strage proprio come il sosia in oggetto. Secondo questa tesi il sosia venne utilizzato dai servizi deviati o dai gruppi di destra per portare la valigia con la bomba sul taxi e far ricadere quindi la responsabilità della strage sugli anarchici. Sottosanti ha sempre negato il fatto e ha querelato diversi organi d'informazione, come il Corriere della Sera, che avevano dato per buona la tesi. Durante le indagini Sottosanti dimostrò di avere un alibi, che lo lega al caso Pinelli: il giorno dell'attentato infatti era proprio in compagnia del ferroviere anarchico, il quale gli aveva consegnato un assegno di 15 000 lire, come risarcimento spese da parte della Croce Nera Anarchica (un gruppo di solidarietà dei circoli anarchici) per essere tornato a Milano a testimoniare per confermare l'alibi di Tito Pulsinelli, accusato di aver effettuato un attentato alla caserma di pubblica sicurezza Garibaldi il 19 gennaio 1969. Pulsinelli, che era già agli arresti con altri anarchici in quanto indagati anche nell'ambito degli attentati del 25 aprile, verrà poi assolto da tutte le accuse in quanto estraneo ad entrambi i fatti. Proprio la reticenza di Pinelli a parlare della presenza di Sottosanti e dell'assegno, dovuta al fatto che questo avrebbe potuto essere interpretato dalla procura come un pagamento per una confessione falsa, furono, secondo quanto riferito da Allegra in commissione stragi, tra i motivi che prolungarono il fermo dell'anarchico poi morto in questura. Lo stesso Allegra darà un duro giudizio sulla persona di Sottosanti:
Al capitano dei ROS dei Carabinieri Massimo Giraudo, che negli anni novanta indagava sui collegamenti tra l'estrema destra e la strage, Sottosanti riferirà di aver visto, il giorno precedente quello della strage, un esponente del gruppo Freda intento a controllare la casa di Corradini e Vincileone, due anarchici poi inquisiti dalla polizia nelle indagini sull'atto terroristico. Lo stesso Sottosanti, intervistato da Paolo Biondani, giornalista del Corriere della Sera, nel giugno 2000, affermerà di essere comunque a conoscenza di alcuni retroscena degli avvenimenti, ma di non volerli rivelare:
Antonio Sottosanti è morto nel luglio 2004.

### L'agente Zeta
Nel Natale del 1971 vengono rinvenuti dei carteggi in una cassetta di sicurezza della Banca Popolare di Montebelluna. Cointestatarie della cassetta di sicurezza sono la madre e la zia di Giovanni Ventura e i contenuti dei documenti, analizzati in quella occasione dal giudice Gerardo D'Ambrosio, lasciano pensare a delle veline dei servizi segreti italiani, ovvero il SID (i documenti contengono informazioni riservate che non possono essere nella disponibilità di persone al di fuori degli ambienti dei servizi segreti). Il giudice solleciterà quindi il SID, per avere informazioni direttamente da loro, ma in un primo tempo non riceverà alcuna risposta.
Tale documento reca la sigla KSD/VI M ed il numero progressivo 0281.

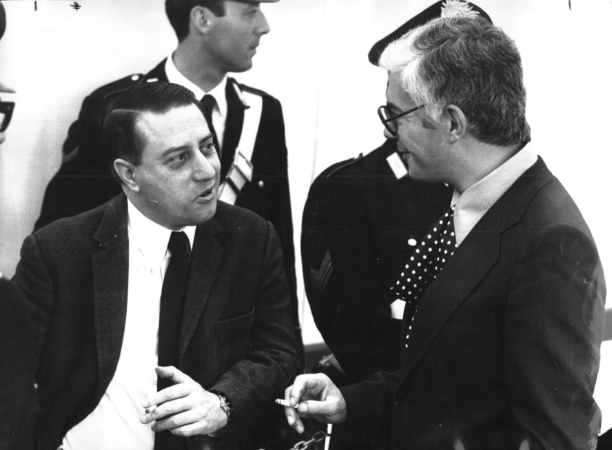
Guido Giannettini e Franco Freda durante il processo di Catanzaro.

Giovanni Ventura confiderà in seguito al giudice D'Ambrosio di essere entrato in contatto con tale Guido Giannettini (alias «Agente Zeta», alias «Adriano Corso»), autore delle veline che lui conservava nella cassetta di sicurezza. Il contatto avviene in occasione di un incontro a tre, del 1967, tra lui, il Giannettini e un agente del controspionaggio rumeno.
Successivamente, la magistratura milanese ordinerà la perquisizione dell'abitazione di Guido Giannettini e in quell'occasione la polizia rinverrà documenti del tutto paragonabili a quelli rinvenuti nella cassetta di sicurezza della banca. Si tratta infatti di documenti che possono essere definiti gli archetipi dei documenti in possesso di Ventura.
Il documento rinvenuto nella casa di Giannettini reca la stessa sigla del documento di cui sopra (KSD/VI M) ed il numero progressivo immediatamente successivo 0282.

Giulio Andreotti depone al processo di Catanzaro.

Il 15 maggio 1973 nell'ambito dei processi sulla strage vengono incriminati Guido Giannettini, che fugge a Parigi e, anche a seguito di alcune dichiarazioni di Ventura sul legame di un «giornalista di destra» con la strage, il giornalista de La Nazione Guido Paglia, appartenente ad Avanguardia Nazionale (successivamente prosciolto in istruttoria dal giudice D'Ambrosio). Si scoprirà successivamente che la fuga di Giannettini era stata coperta dal SID, di cui era collaboratore, e che in Francia continuerà ad essere stipendiato per diverso tempo dai servizi.
Il SID, interpellato nuovamente e incalzato dagli eventi, il 12 luglio 1973, dichiarerà per voce del generale Vito Miceli «notizie da considerarsi segreto militare» e «non possono essere rese note».
Poche settimane dopo, precisamente il 12 agosto 1973, Adriano Romualdi, figlio del presidente del Movimento Sociale Italiano, Pino Romualdi, nonché una delle figure di punta della destra radicale del periodo, muore all'età di trentadue anni in un incidente stradale sulla via Aurelia. La sua morte sin da subito suscitò sospetti sul fatto che non fosse stata un banale incidente a causa di un suo possibile coinvolgimento con la strage di Piazza Fontana e coi servizi segreti: era infatti stato indicato come l'unico personaggio che poteva chiarire circostanze fondamentali sui rapporti tra la cellula veneta di Franco Freda e il SID di Guido Giannettini, ma morì prima che potesse essere interrogato in merito.
Il 20 giugno 1974, l'allora Ministro della Difesa Giulio Andreotti, in un'intervista a Il Mondo, indicò Giannettini quale collaboratore del SID, sostenendo che era stato uno sbaglio non rivelare durante le indagini dei mesi precedenti l'appartenenza dello stesso ai servizi segreti. Nel successivo agosto Giannettini si consegna all'ambasciata italiana di Buenos Aires. Il generale Saverio Malizia, consulente giuridico del ministro della Difesa Mario Tanassi, fu arrestato in aula al processo di Catanzaro per falsa testimonianza durante la deposizione.
Nel febbraio 1979 si concluse il processo di primo grado a Catanzaro con Giannettini condannato all'ergastolo. Due anni dopo, il 20 marzo 1981 sempre a Catanzaro, Giannettini fu assolto per insufficienza di prove (ne fu ordinata la scarcerazione) e la Corte di Cassazione, il 10 giugno 1982, rese definitiva la sentenza.

### Affermazioni attribuite ad Aldo Moro
Nel memoriale Moro il presidente democristiano avrebbe indicato come probabili responsabili della strage, così come in generale della strategia della tensione, rami deviati del SID in cui si erano insediati negli anni diversi esponenti legati alla destra, con possibili influenze dall'estero, mentre gli esecutori materiali erano da ricercarsi nella pista nera.
(Aldo Moro, Memoriale)

## Le vittime

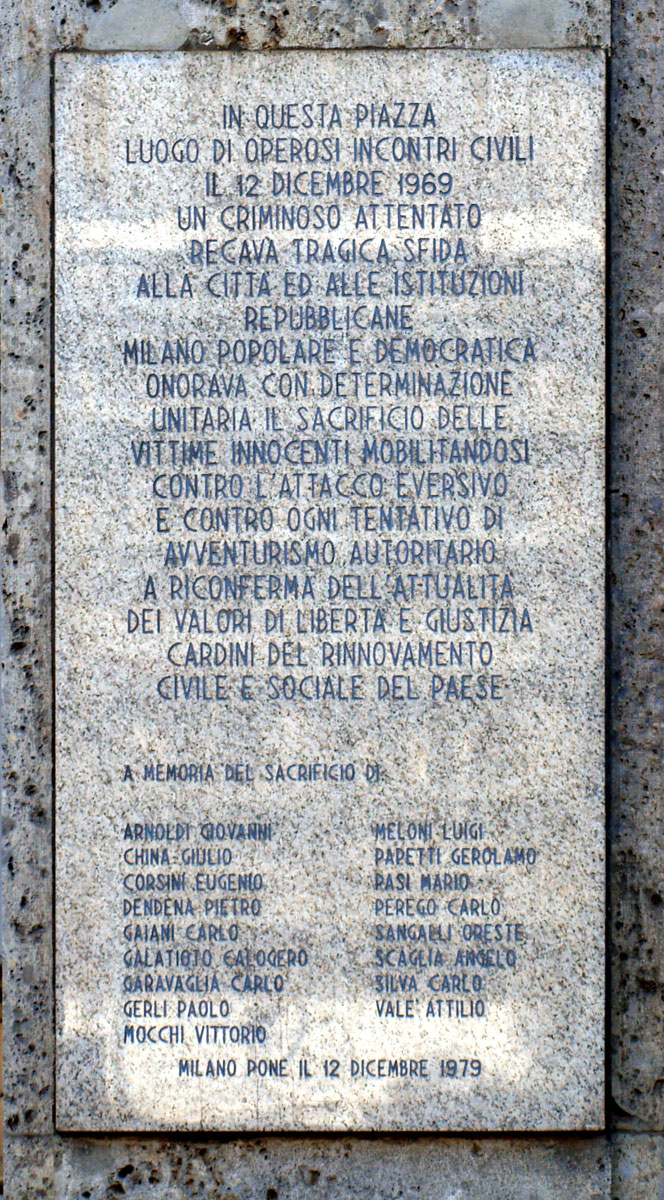
Lapide commemorativa delle vittime dell'attentato, apposta nel decimo anniversario della strage

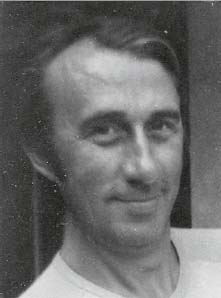
Vittorio Mocchi, una delle 18 persone assassinate

Tra parentesi l'età:
- Giovanni Arnoldi (42)
- Giulio China (57)
- Eugenio Corsini (71)
- Pietro Dendena (45)
- Carlo Gaiani (56)
- Calogero Galatioto (71)
- Carlo Garavaglia (67)
- Paolo Gerli (77)
- Luigi Meloni (57)
- Vittorio Mocchi (33)
- Gerolamo Papetti (79)
- Mario Pasi (50)
- Carlo Perego (74)
- Oreste Sangalli (49)
- Angelo Scaglia (61)
- Carlo Silva (71)
- Attilio Valè (52)
- Giuseppe Pinelli (41)

## Le manifestazioni
Negli anni numerose manifestazioni si sono svolte e si svolgeranno in ricordo della strage di piazza Fontana e di Giuseppe Pinelli.
Diverse di tali iniziative sono degenerate in scontri tra polizia e manifestanti. In particolare il 12 dicembre 1970, ad un anno esatto dalla strage, morì lo studente Saverio Saltarelli (si veda targa commemorativa all'incrocio tra via Larga e via Bergamini a Milano), ucciso da un lacrimogeno sparato ad altezza d'uomo dai carabinieri. Ancora oggi è attiva la contestazione, motivo ricorrente negli ambienti di sinistra milanesi e non solo, ma anche la riflessione, della quale si è fatto interprete anche il Presidente della Repubblica Giorgio Napolitano incontrando i familiari delle vittime il 7 dicembre 2009: in questa circostanza Napolitano ha elogiato «la passione civile, l'impegno che mostrate per alimentare la memoria collettiva e la riflessione, due cose alle quali l'Italia e la coscienza nazionale non possono abdicare [...] quello che avete vissuto voi mi auguro diventi parte della coscienza nazionale [...] comprendo il peso che la verità negata rappresenta per ciascuno di voi, un peso che lo Stato italiano porta su di sé [...] La riflessione è necessaria perché ciò che è avvenuto nella nostra società non è del tutto chiaro e limpido e non è del tutto stato maturato. Continuate a operare per recuperare ogni elemento di verità».
Le manifestazioni che si svolgono ogni 12 dicembre per ricordare la strage e il 15 dicembre per commemorare Pinelli, sono diventate un appuntamento ricorrente per la città di Milano.

## Influenze culturali

### Cinema
- 12 dicembre, regia di Pier Paolo Pasolini (non accreditato) e Giovanni Bonfanti (1972)
- La pista nera, regia di Giuseppe Ferrara – docufilm (1972)
- Romanzo di una strage, regia di Marco Tullio Giordana (2012)
- 12/12 - Piazza Fontana, regia di Matteo Bennati e Maurizio Scarcella – docufilm (2019)

### Letteratura
- Nel 1971 esce per Garzanti la raccolta di poesie Trasumanar e organizzar di Pier Paolo Pasolini che comprende la poesia Patmos, in omaggio alle vittime della strage, scritta di getto all'indomani del 12 dicembre, prima della morte di Pinelli.
- Vito Bruschini La Strage. Il Romanzo di Piazza Fontana, 2012.

### Fumetti
- Cani sciolti - n. 8 - La strage (Gianfranco Manfredi, Roberto Rinaldi, Sergio Bonelli Editore, 2019)

### Musica
- Enzo Jannacci pubblica nell'album Jannacci Enzo, del 1972, la canzone Una tristezza che si chiamasse Maddalena, che racconta di una ragazza che non sa di andare incontro alla morte in piazza Fontana il 12 dicembre[110][111].
- Francesco De Gregori si riferisce alla strage (Viva l'Italia, l'Italia del 12 dicembre) nella canzone Viva l'Italia, inserita nell'omonimo album del 1979.
- Pierangelo Bertoli allude ai processi – tenutisi a Catanzaro – per individuare e punire i responsabili della strage (Dalla fuga di Kappler Catanzaro sorpresa / distende una lunga mano nera) in Nicolò, brano contenuto nel 33 giri Album del 1981.
- Giorgio Gaber fa riferimento alla strage di piazza Fontana nella canzone Qualcuno era comunista (Qualcuno era comunista perché piazza Fontana, Brescia, la stazione di Bologna, l'Italicus, Ustica eccetera, eccetera, eccetera).
- Il gruppo rap Isola Posse All Stars citano la strage nella canzone Stop al panico del 1992: Questa è l'altra faccia della medaglia / e qui di nuovo i mandanti nascosti e la tensione, / la diffidenza, la divisione cade l'illusione, cade, cade in un agguato: / pioggia di piombo, sangue sul selciato, ma come per piazza Fontana, / sono io la bestia e non qui figli di p*****a....
- Nel 1992 i Fratelli di Soledad pubblicano la canzone Brescia Bologna Ustica.
- I Modena City Ramblers citano la strage e la morte di Pinelli nella canzone Quarant'anni, contenuta nell'album Riportando tutto a casa (1994): Ho visto bombe di Stato scoppiare nelle piazze / e anarchici distratti cadere giù dalle finestre.
- Il gruppo milanese Yu Kung ha composto in memoria di questo evento la canzone Piazza Fontana. Nel 1995 la ska band italiana Banda Bassotti ha reinciso il brano, intitolandolo Luna rossa, nel loro album Avanzo de cantiere. La strage viene citata a più riprese con le parole: In piazza Fontana il traffico è animato / c'è il mercatino degli agricoltori / sull'autobus a Milano in poche ore / la testa nel bavero del cappotto alzato / Bisogna fare tutto molto in fretta / perché la banca chiude gli sportelli e successivamente: Dice la gente che in piazza Fontana / forse è scoppiata una caldaia / là nella piazza 16 morti / li benediva un cardinale.
- I Litfiba in una versione live della canzone Il Vento, contenuta nella raccolta Lacio drom, citano l'evento: Con il cuore in quella piazza / tiene a mente Piazza Fontana.
- I 99 Posse nella canzone Odio/Rappresaglia dell'album NA 99 10 si riferiscono all'evento con le parole: Penso al 12 dicembre '69, allo stato delle stragi, allo stato delle trame e in Rafaniello con le parole: ...cumpagne aret' 'e sbarre dint' 'e galere imperialiste, pe' mezz' 'e gli interessi d' 'o Partito Comunista, e se sparteno 'e denar' c' 'a Democrazia Cristiana, 'o partit' ca mettett' 'e bombe a piazza Fontana (...compagni dietro le sbarre dentro le galere imperialiste, a causa degli interessi del Partito Comunista, e si dividono i denari con la Democrazia Cristiana, il partito che mise le bombe a piazza Fontana).
- I rapper milanesi Club Dogo citano implicitamente la strage nella traccia Cronache di resistenza del loro primo album Mi fist. Jake La Furia definisce i giovani milanesi, suoi coetanei, generazione post-BR, figli della bomba, con chiaro riferimento a piazza Fontana.
- Valerio Sanzotta ha partecipato al Festival di Sanremo 2008 con una canzone intitolata Novecento che cita la strage dicendo: E non fu solo un sogno e non ci credemmo poco / mettere il mondo a ferro e fuoco, / mentre un'altra stagione già suonava la campana / il primo rintocco fu a piazza Fontana.
- Kalamu, Tutti giù per terra (dall'album Costruiamo palazzi).
- Claudio Lolli, in Agosto (dall'album Ho visto anche degli zingari felici (1976)): Agosto. Che caldo, che fumo, che odore di brace / Non ci vuole molto a capire che è stata una strage,/ Non ci vuole molto a capire che niente, niente è cambiato/da quel quarto piano in questura, da quella finestra./ Un treno è saltato.
- Jake la Furia, nella traccia M.S.O.M. contenuta nell'album Blocco 181.

### Teatro
- Dario Fo nel 1970 scrisse e mise in scena una commedia dedicata alla morte di Giuseppe Pinelli, Morte accidentale di un anarchico. Per la rappresentazione di questo spettacolo subì più di quaranta processi in giro per l'Italia.
- Nel 2009 Daniele Biacchessi mette in scena Piazza Fontana, il giorno dell'innocenza perduta, spettacolo di teatro civile rappresentato in numerosi eventi e festival e racconta la strage di piazza Fontana negli spettacoli La storia e la memoria e Il paese della vergogna con il gruppo Gang.
- Il 9 dicembre 2019 debutta al Teatro dell'Elfo di Milano Il rumore del silenzio di Renato Sarti, con Laura Curino e lo stesso Sarti[112]. Il testo, finalista al 55º Premio Riccione[113] e prodotto dal Teatro della Cooperativa, racconta le vicende delle vittime della strage di piazza Fontana e la morte dell'anarchico Giuseppe Pinelli.

### Libri
- Adalberto Baldoni e Sandro Provvisionato, Anni di piombo. Sinistra e destra: estremismi, lotta armata e menzogne di Stato dal Sessantotto a oggi, Milano, Sperling & Kupfer, 2009, ISBN 978-88-200-4580-7.
- Andrea Barberi e Marco Fini, Valpreda. Processo al processo (PDF), Milano, Feltrinelli, 1972.
- Paolo Barbieri e Paolo Cucchiarelli, La strage con i capelli bianchi. La sentenza per Piazza Fontana, Roma, Editori Riuniti, 2003, ISBN 978-88-359-5302-9.
- Francesco Barilli e Matteo Fenoglio, Piazza Fontana, Padova, BeccoGiallo, ottobre 2009, ISBN 978-88-85832-57-2.
- Fulvio Bellini e Gianfranco Bellini, Il Segreto della Repubblica. La verità politica sulla strage di Piazza Fontana, Rimini, Selene, 2005, ISBN 88-86267-94-0.
- Gianfranco Bettin e Maurizio Dianese, La strage. Piazza Fontana. Verità e memoria, Milano, Feltrinelli, 1999, ISBN 88-07-81515-X.
- Daniele Biacchessi, Ombre nere. Il terrorismo di destra da Piazza Fontana alla bomba al «Manifesto», Milano, Mursia, 2002, ISBN 978-88-425-3000-8.
- Giorgio Boatti, Piazza Fontana. 12 dicembre 1969: il giorno dell'innocenza perduta, Torino, Einaudi, 1999  [1993], ISBN 88-06-15358-7.
- Giorgio Bocca, Il filo nero, Milano, Mondadori, 1995, ISBN 978-88-04-40092-9.
- Giorgio Bocca, Gli anni del terrorismo, Roma, Armando Curcio Editore, 1988.
- Michele Brambilla, Interrogatorio alle destre. Rispondono: Rauti, Pisanò, Sella, Mutti, Murelli, Battarra, Tarchi, Veneziani, de Turris, Morganti, Cardini, Invernizzi, Milano, Rizzoli, 1995, ISBN 978-88-17-84381-2.
- Fabrizio Calvi e Frédéric Laurent, Piazza Fontana - La verità su una strage, Mondadori, 1997, ISBN 88-04-40698-4.
- Mario Caprara e Gianluca Semprini, Neri! La storia mai raccontata della destra radicale, eversiva e terrorista, Roma, Newton Compton, 2011  [2009], ISBN 978-88-541-2796-8.
- (EN) Gordon Carr, The Angry Brigade: A History of Britain's First Urban Guerilla Group, Oakland, PM Press, 2010  [1975], ISBN 978-1-60486-049-8.
- Camilla Cederna, Pinelli. Una finestra sulla strage, Milano, Il Saggiatore, 2015  [1971], ISBN 978-88-428-2137-3.
- Alberto Conci, Paolo Grigolli e Natalina Mosna (a cura di), A onor del vero. Piazza Fontana. E la vita dopo. Giovani in dialogo con Francesca e Paolo Dendena, Carlo Arnoldi, Licia Pinelli, Gemma Calabresi, prefazione di Giovanni Bianconi, Trento, Il margine, 2012, ISBN 978-88-6089-084-9.
- Mario Consani, Foto di gruppo da Piazza Fontana, Milano, Melampo, 2005, ISBN 978-88-89533-07-9.
- Franco Contorbia (a cura di), Giornalismo italiano. 1968-2001, Milano, Mondadori, 2009, ISBN 978-88-04-58354-7.
- Pino Corrias, Seduto in Piazza Fontana, con la sola interferenza del traffico e della verità, in Luoghi comuni. Dal Vajont a Arcore, la geografia che ha cambiato l'Italia, Milano, Rizzoli, 2006, pp. 23–41, ISBN 978-88-17-01080-1.
- Paolo Cucchiarelli, Il segreto di Piazza Fontana, Milano, Ponte alle Grazie, 2009.
- Giovanni De Luna, Le ragioni di un decennio. 1969-1979. Militanza, violenza, sconfitta, memoria, Milano, Feltrinelli, 2009.
- Eduardo M. Di Giovanni, Marco Ligini ed Edgardo Pellegrini, La strage di Stato. Controinchiesta, Roma, Samonà e Savelli, 1970; Roma, Odradek, 2006, ISBN 978-88-86973-80-9.
- Mirco Dondi, L'eco del boato: storia della strategia della tensione 1965-1974, Laterza 2015
- Hans Magnus Enzensberger, Prospettive sulla guerra civile, Torino, Einaudi, 1994.
- Giovanni Fasanella, Claudio Sestieri e Giovanni Pellegrino, Segreto di Stato, Torino, Einaudi, 2000.
- Massimiliano Griner, Piazza Fontana e il mito della strategia della tensione, Torino, Lindau, 2011, ISBN 978-88-7180-910-6.
- Ferdinando Imposimato, La Repubblica delle stragi impunite, Newton-Compton, 2013,  p. 666.
- Luciano Lanza, Bombe e segreti. Piazza Fontana: una strage senza colpevoli, Milano, Elèuthera, 1997, 2005, 2009, ISBN 88-89490-12-8.
- Carlo Lucarelli, Piazza Fontana (Con DVD), Torino, Einaudi Stile Libero, 2007, ISBN 978-88-06-18524-4.
- Indro Montanelli, Mario Cervi, L'Italia degli anni di piombo (1965-1978), Milano, Rizzoli, 1991,  p. 352, ISBN 88-17-42805-1.
- Marco Nozza, Il pistarolo. Da piazza Fontana, trent'anni di storia raccontati da un grande cronista, Milano, il Saggiatore, 2006, ISBN 88-428-1429-6.
- Sandro Provvisionato, Misteri d'Italia, Roma-Bari, Laterza, 1993.
- Andrea Sceresini, Internazionale nera, Chiarelettere, 2017,  p. 180, EAN: 9788861909007.
- Vittorio Sermonti, Se avessero, Milano, Garzanti, 2016.
- Adriano Sofri (a cura di), Il malore attivo dell'anarchico Pinelli, Palermo, Sellerio, 1996.
- Adriano Sofri, 43 anni – Piazza Fontana, un libro, un film, 2012.
- Corrado Stajano e Marco Fini, La forza della democrazia. La strategia della tensione in Italia (1969-1976), Torino, Einaudi, 1977.
- Sergio Zavoli, La notte della Repubblica 1, L'Unità, 1994,  p. 531, EAN: 5000000468893.
- Fortunato Zinni, Piazza Fontana: nessuno è Stato, Bresso, Maingraf, 1ª ed. 12 dicembre 2007 - 2ª ed. 8 marzo 2008 - 3ª ed. 29 gennaio 2009 - 4ª ed. 12 dicembre 2009 - 5ª ed. 12 dicembre 2011 - pp. 304, ISBN 978-88-96651-02-5.
- Umberto Gentiloni Silveri e Ilaria Moroni (a cura di), Noi sappiamo e abbiamo le prove: studi sulla strage di piazza Fontana 50 anni dopo, Roma, Carocci editore, 2021, ISBN 9788829000210.
- Parlamento Italiano, XIII Legislatura, On. Pellegrino, Relazioni della Commissione parlamentare d'inchiesta sul terrorismo in Italia e sulle cause della mancata individuazione dei responsabili delle stragi.

### Sentenze
- Sentenze: https://www.csm.it/web/csm-internet/aree-tematiche/giurisdizione-e-societa/terrorismo?redirect=/web/csm-internet/aree-tematiche/giurisdizione-e-societa/terrorismo&show=true&title=Eversione%20di%20destra&show_bcrumb=Eversione%20di%20destra[collegamento interrotto]. Consiglio Superiore della Magistratura, Giurisdizione e Società, Terrorismo. Allegati: processo di Catanzaro; processo di Catanzaro Bid; processo di Milano.

#### Processo di Catanzaro
- Pietro Scuteri, Mariano Lombardi, Sentenza nel procedimento penale a carico di Valpreda Pietro + 33 parte 1, Catanzaro, Corte di Assise, 1979,  p. 330, reg. gen. n. 33/72.  (PDF). (6238,3 kB)
- Pietro Scuteri, Mariano Lombardi, Sentenza nel procedimento penale a carico di Valpreda Pietro + 33 parte 2, Catanzaro, Corte di Assise, 1979,  p. 330, reg. gen. n. 33/72.  (PDF). (6324,2 kB)
- Pietro Scuteri, Mariano Lombardi, Sentenza nel procedimento penale a carico di Valpreda Pietro + 33 parte 3, Catanzaro, Corte di Assise, 1979,  p. 408, reg. gen. n. 33/72.  (PDF). (8043,2 kB)
- https://www.csm.it/documents/21768/146122/Corte+assise+appello+Catanzaro+20+aprile+1981+-+parte1/ba6eb6b0-d182-40fa-a432-7c17dfe92fe9[collegamento interrotto].  (PDF). (7877,3 kB)
- https://www.csm.it/documents/21768/146122/Corte+assise+appello+Catanzaro+20+aprile+1981+-+parte2/ce6040bc-5b60-4afa-a731-2a0c0fd23292[collegamento interrotto].  (PDF). (8934,7 kB)
- https://www.csm.it/documents/21768/146122/Corte+di+cassazione+10+giugno+1982/c06c0159-0ec6-411b-b301-f36cb3dcfd62[collegamento interrotto].  (PDF). (4550,4 kB)
- https://www.csm.it/documents/21768/146122/Corte+assise+appello+di+Bari+1+agosto+1985/5088be03-068d-4fb6-b033-85a01135c85f[collegamento interrotto].  (PDF). (6356,2 kB)

#### Processo Catanzaro bis
- https://www.csm.it/documents/21768/146275/Corte+assise+Catanzaro+20+febbraio+1989/af2e5845-c2f7-4ad9-a7de-902c974c76f2[collegamento interrotto].  (PDF). (8740,7 kB)
- https://www.csm.it/documents/21768/146275/Corte+assise+appello+Catanzaro+5+luglio+1991/d0f36872-b977-46dc-b3bd-d087ed01468d[collegamento interrotto].  (PDF). (5606,9 kB)

#### Processo di Milano
- https://www.csm.it/documents/21768/146316/Corte+assise+Milano+30+giugno+2001+-+parte1/00ccdeb2-3ff1-40fe-a06c-3b5e0a5112b2[collegamento interrotto].  (PDF). (9350,8 kB)
- https://www.csm.it/documents/21768/146316/Corte+assise+Milano+30+giugno+2011+-+parte2/7d9ae19f-1614-425c-a8bb-404513d3f8b3[collegamento interrotto].  (PDF). (9453,6 kB)
- https://www.csm.it/documents/21768/146316/Corte+assise+Milano+30+giugno+2001+-+parte3/04683d88-8f00-451b-949a-add33c27879b[collegamento interrotto].  (PDF). (8044,8 kB)
- https://www.csm.it/documents/21768/146316/Corte+assise+appello+Milano+12+marzo+2004+-+parte1/0187c88e-351b-4f3e-834c-2dd829531d5b[collegamento interrotto].  (PDF). (7016,8 kB)
- Corte assise appello Milano 12 marzo 2004 – parte2 Archiviato il 10 novembre 2022 in Internet Archive..  (PDF). (7385,4 kB)

#### Cassazione
- Corte di cassazione 3 maggio 2005 Archiviato il 14 dicembre 2017 in Internet Archive..  (PDF). (4205 kB)

#### Sentenza-ordinanza
Sentenza-ordinanza del giudice Salvini  (PDF), Tribunale di Milano.

### Articoli di giornale
- Strage di Piazza Fontana spunta un agente Usa, la Repubblica, 11 febbraio 1998.
- MORTO L'EX 007 ANTONIO LABRUNA, su quotidianonet.ilsole24ore.com (archiviato dall'url originale il 22 marzo 2012)., Quotidiano Nazionale, 27 gennaio 2000.
- La penna dell'oblio, Diario, 7 febbraio 2003.
- L´ex procuratore di Milano: tanti anni di indagini fra ogni tipo di ostacoli, la Repubblica, 4 maggio 2005.

### Trasmissioni televisive
- Piazza Fontana – Storia di un complotto, lezione di Storia condotta da Giuliano Ferrara, basata sul documentario di Fabrizio Calvi e Fredric Laurent e andata in onda l'11 dicembre 1997 alle 20:50 su Rai 2.
- La strage di piazza Fontana, puntata della serie Blu notte sul sito Raiclick.
- [http://www.lastoriasiamonoi.rai.it/pop/schedaVideo.aspx?id=86[collegamento interrotto] La strage di piazza Fontana][collegamento interrotto], servizio tratto dalla trasmissione Tg della Storia 1965 - 1969 (dal sito La storia siamo noi).
- La strage di piazza Fontana (12 dicembre 1969), servizio tratto dalla trasmissione Tg della Storia 1965 - 1969 (dal sito La storia siamo noi).
- La notte della Repubblica. Piazza Fontana replica di un'inchiesta di Sergio Zavoli sulla strage di piazza Fontana realizzata nel 1989, su raistoria.rai.it.

### Cronologie delle indagini
- Documentazione sulla strage di piazza Fontana, tutte le sentenze dei processi a cura della Rete degli archivi per non dimenticare.
- Piazza Fontana. La strage impunita, cronologia delle inchieste, dal sito archivio900.it.
- L'ultima inchiesta sulla strage di Piazza Fontana Archiviato il 9 ottobre 2010 in Internet Archive., cronologia dal sito informagiovani.it.
- Piazza Fontana: cronologia, su zmag.org, znet.it. URL consultato il 13 dicembre 2019 (archiviato dall'url originale il 26 maggio 2005)., dal sito znet.it.
- I giorni delle bombe: cronologia essenziale, pubblicata sul sito della casa editrice Eleuthera.